# Catherine Mary Stewart
Catherine Mary Stewart, właściwie Catherine Mary Nursall (ur. 22 kwietnia 1959 w Edmonton) – kanadyjska aktorka telewizyjna i filmowa.

## Życiorys
Urodziła się w Edmonton, w prowincji Kanady Alberta jako córka Mary (z domu Stewart) i Johna Ralpha Nursalla. Jej rodzice byli wykładowcami Uniwersytetu Alberty, matka - asystentką do spraw fizjologii, a ojciec - profesorem biologii. Uczęszczała do Strathcona Composite High School.
Jej pierwszym filmem, w którym zagrała Bibi Phillips, była komedia muzyczna sci-fi Jabłko (The Apple, 1980) z Vladkiem Sheybalem. W latach 1982–83 grała rolę pielęgniarki Kayli Brady w operze mydlanej NBC Dni naszego życia (Days of Our Lives). Pojawiła się też gościnnie jako Lisa Martinson w serialu NBC Nieustraszony (Knight Rider, 1983). W miniserialu ABC Żony Hollywoodu (Hollywood Wives, 1985), będącym adaptacją powieści Jackie Collins, wystąpiła w roli Angel Hudson, młodej żony aktora Buddy'ego Hudsona (Andrew Stevens). W miniseriale CBS Grzechy (Sins, 1986) zagrała Helene Junot, główną bohaterkę w latach jej młodości. W operze mydlanej CBS Guiding Light (2002) wystąpiła jako Naomi.
W latach 1983–85 była żoną Johna Findlatera. 9 czerwca 1992 roku poślubiła Richarda Allertona, z którym ma dwójkę dzieci: córkę Hannę Mary (ur. 27 lipca 1993) i syna Connora McKaya (ur. 29 lipca 1996).

## Wybrana filmografia
- 1981: Nocny jastrząb (Nighthawks) jako sprzedawczyni w Londynie
- 1987: Nowa seria Alfred Hitchcock przedstawia jako Rachel Jenkins
- 1988: Świat oszalał (World Gone Wild) jako Angie
- 1989: Weekend u Berniego (Weekend at Bernie's) jako Gwen Saunders
- 1993: Wilk morski (The Sea Wolf, TV) jako Flaxen Brewster